# Sharper
Sharper (bra: Sharper - Uma Vida de Trapaças) é um longa-metragem estadunidense de thriller psicológico lançado em 2023 dirigido por Benjamin Caron e escrito por Brian Gatewood e Alessandro Tanaka. O filme é protagonizado por Julianne Moore (que também atua como produtora), Sebastian Stan, Justice Smith, Briana Middleton, e John Lithgow. Seu lançamento ocorreu em cinemas selecionados nos Estados Unidos em 10 de fevereiro de 2023, pela A24, antes de seu lançamento na Apple TV+ em 17 de fevereiro de 2023.

## Sinopse
As motivações são suspeitas e as expectativas são viradas de cabeça para baixo, quando um vigarista assume o cenário bilionário de Manhattan.

## Elenco
- Julianne Moore como Madeline
- Sebastian Stan como Max
- Justice Smith como Tom
- Briana Middleton como Sandra
- Darren Goldstein como Pat Braddock
- John Lithgow como Richard Hobbes
- Phillip Johnson Richardson como "Tipsy" Detective Collins
- Kerry Flanagan como Larusso
- David Pittu como David / lawyer
- Quincy Dunn-Baker como William Tyler
- Hannah Dunne como Brenda
- Giullian Yao Gioiello como Jack

## Produção
Em março de 2021, foi anunciado que a A24 produziria o filme para Apple TV+, dirigido por Benjamin Caron e estrelado por Julianne Moore, baseado em roteiro escrito por Brian Gatewood e Alessandro Tanaka. Em julho de 2021, Sebastian Stan foi adicionado ao elenco, com Justice Smith e Briana Middleton entrando em agosto. Em setembro, John Lithgow foi escalado, com as filmagens começando em 13 de setembro na cidade de Nova York.

## Lançamento
Sharper foi lançado em cinemas selecionados nos Estados Unidos em 10 de fevereiro de 2023, pela A24, e foi lançado no serviço de streaming, Apple TV+ globalmente no dia 17 de fevereiro de 2023.3.

## Recepção

### Resposta da Crítica
No site agregador de críticas Rotten Tomatoes, 64% das 87 críticas dos críticos são positivas, com uma classificação média de 6,6/10. O consenso do site diz: "Embora nunca chegue perto das alcaparras clássicas que procura emular, Sharper é apenas elegante e inteligente o suficiente para passar o tempo." No Metacritic, o filme tem uma pontuação de 64 em 100 com base em 30 críticos, indicando "críticas geralmente favoráveis".

## Ligações Externas
- «Página oficial»
- Sharper. no IMDb.